# 寄合众
寄合众（日语：／）是指日本武家中的合议体“寄合”的成员。狭义上，特指以北条氏得宗为中心的镰仓幕府中，由少数人组成的最高决策机构“寄合”的成员。